# Акдениз, Дениз
Дениз Акдениз (англ. Deniz Akdeniz; род. 16 мая 1990, Мельбурн) — австралийский актёр.

## Биография
Дениз Акдениз родился 16 мая 1990 года в Мельбурне (Австралия). Он имеет турецкое происхождение, его родители эмигрировали из Измира в 1987 году. Его отец, Атилла, преподаватель в Университете Мельбурна, а мать, Айсель, является биохимиком.
Дениз дебютировал в кино в 2005 году. В 2010 году он был номинирован на премию «Inside Film Awards» в категории «Лучший актёр» за роль в фильме «Вторжение: Битва за рай».
До переезда в Лос-Анджелес в январе 2013 года, Дениз занимался с Брюсом Александром в актёрской студии Мельбурна. В 2014 году Дениз снялся в роли Барахила в фильме «Я, Франкенштейн» и в роли Имама в фильме «Искатель воды». С 2016 по 2017 год играл в сериале «Однажды в сказке».

## Фильмография
| Год       |     | Русское название               | Оригинальное название          | Роль                   |
| --------- | --- | ------------------------------ | ------------------------------ | ---------------------- |
| 2005      | ф   | Щенок                          | Puppy                          | Омар                   |
| 2007—2009 | с   | Как прозвенит звонок           | As the Bell Rings              | Рафф                   |
| 2010      | ф   | Вторжение: Битва за рай        | Tomorrow, When the War Began   | Гомер Яннос            |
| 2013      | ф   | Прошлое Рождество Кристины     | Kristin's Christmas Past       | Мэверик                |
| 2014      | с   | Грейсленд                      | Graceland                      | Вэйн Зелански          |
| 2014      | ф   | Я, Франкенштейн                | I, Frankenstein                | Барахил                |
| 2014      | ф   | Апрельский дождь               | April Rain                     | Тариг                  |
| 2014      | ф   | Искатель воды                  | The Water Diviner              | Имам                   |
| 2015      | с   | Восприятие                     | Perception                     | Джесси Бренсон         |
| 2015      | с   | Джесси                         | Jessie                         | Марко                  |
| 2015      | с   | Южный пляж                     | South Beach                    | Майкл Белл             |
| 2016      | с   | Реанимация                     | Code Black                     | Мэнни Петросян         |
| 2016      | с   | Охотники                       | Hunters                        | Мэто                   |
| 2016      | с   | Час пик                        | Rush Hour                      | Хассан                 |
| 2016      | ф   | Свадебная вечеринка            | The Wedding Party              | пастор Кайл            |
| 2016      | ки  | Battlefield 1                  | Battlefield 1                  | Лайонел, озвучка       |
| 2016      | ки  | Call of Duty: Infinite Warfare | Call of Duty: Infinite Warfare | Вольф, озвучка         |
| 2016      | кор |                                | The Great Break-Up Contest     | Дэйв                   |
| 2016      | кор |                                | Collar                         | бомбометатель          |
| 2016—2017 | с   | Однажды в сказке               | Once Upon a Time               | Алладин                |
| 2017      | ки  | Mass Effect: Andromeda         | Mass Effect: Andromeda         | разные голоса, озвучка |
| 2017      | с   | Девственница Джейн             | Jane the Virgin                | Алекс                  |
| 2017      | с   | Агенты «Щ.И.Т.»                | Agents of S.H.I.E.L.D.         | Виргил                 |
| 2018      | с   |                                | Reverie                        | Карим                  |
| 2024      | с   | Большой потенциал              | High Potential                 | Лев «Оз» Осман         |